# Bフライデースペシャル 陣内・ケンコバ45ラジオ
Bフライデースペシャル 陣内・ケンコバ45ラジオ（ビーフライデースペシャルじんないケンコバよんごうラジオ）は、毎日放送ラジオ（MBSラジオ）で2002年10月から2004年3月まで放送されていたラジオ番組。放送時間は土曜日0時00分から4時50分。
なお放送開始・終了日などはあくまで暦日で表記しているため、注意のこと。

## 概要
2002年9月に終了した「B」の出演者が、金曜深夜に集まり4時間50分の生放送をする番組。番組タイトルは放送時間の4時間50分に加え、オナニーの隠語である“シコシコ”から来ている。
メインパーソナリティは陣内智則とケンドーコバヤシで、サバンナとシャンプーハットの4人は各コーナーに入れ替わりで出演していた。
2003年4月からはアイドルグループのHOP CLUBのメンバーがレギュラーに加わり、番組内番組として友近や麒麟がそれぞれパーソナリティを務めるコーナーをスタートさせるなどリニューアルを繰り返すが、2004年3月に終了。
番組終了後は、陣内智則・ケンドーコバヤシ・シャンプーハット・友近は同年4月スタートの「ゴーゴーモンキーズ」に、麒麟と番ことみは同じく4月スタートの「グーグーモンキーズ」にそれぞれ出演した。サバンナのみレギュラー番組が消滅したため、最終回ではネタにされていた。
4時間50分という長時間の生放送だったため、後に各出演者から「あの番組はしんどかった」と振り返られている。

## パーソナリティ
- 陣内智則
- ケンドーコバヤシ
- サバンナ（八木真澄・高橋茂雄）
- シャンプーハット（小出水・てつじ）
- 番ことみ（HOP CLUB、2003年4月 - ）
- 友近（友近の恋したっていいじゃないに出演、2003年4月 - ）
- 麒麟（川島明・田村裕、麒麟の02ラジオに出演、2003年10月 - ）
  - 岡美里（HOP CLUB、2003年4月 - 9月、その後も番ことみの代役として数回出演）
  - 和希沙也（HOP CLUB、2003年4月 - 9月）

## 友近の恋したっていいじゃない
2003年4月以降、3時30分頃から9月までは番組終了まで、10月以降は4時30分頃まで放送されていた生放送の番組内番組。出演は友近でリスナーからのリクエスト曲をかけたり、モノマネカラオケなどを行っていた。なおタイトルは友近が大ファンである渡辺美里のヒット曲「恋したっていいじゃない」から取られている。

## 麒麟の02ラジオ
2003年10月以降、4時30分頃から番組終了までの20分間に放送されていた生放送の番組内番組。タイトルは番組時間の「0時間20分＝02」から来ている。出演は麒麟で、2人はこの20分のために、4時間以上前から毎日放送に入っており、45ラジオ本編に登場することもあった。